# Chan Ming Tai
Chan Ming Tai (né le 30 janvier 1995) est un athlète de Hong Kong, spécialiste du saut en longueur.

## Carrière
Son record personnel est de 8,12 m, record de Hong Kong du 7 mai 2016. Il remporte la médaille d'argent lors des Championnats d'Asie 2017 à Bhubaneswar en 8,03 m.

## Palmarès
| Date | Compétition                  | Lieu        | Résultat | Marque |
| ---- | ---------------------------- | ----------- | -------- | ------ |
| 2014 | Championnats d'Asie juniors  | Taipei      | 2e       | 7,70 m |
| 2014 | Jeux asiatiques              | Incheon     | 5e       | 7,73 m |
| 2015 | Championnats d'Asie          | Wuhan       | 9e       | 7,44 m |
| 2015 | Universiade                  | Gwangju     | 4e       | 7,89 m |
| 2016 | Championnats d'Asie en salle | Doha        | 3e       | 7,85 m |
| 2017 | Championnats d'Asie          | Bhubaneswar | 2e       | 8,03 m |
| 2017 | Universiade                  | Taipei      | 11e      | 7,44 m |
| 2017 | Jeux asiatiques en salle     | Achgabat    | 3e       | 7,44 m |

## Records
| Épreuve         | Épreuve   | Performance | Lieu      | Date            |
| --------------- | --------- | ----------- | --------- | --------------- |
| Saut en hauteur | Plein air | 8,12 m      | Hong Kong | 7 mai 2016      |
| Saut en hauteur | En salle  | 7,85 m      | Doha      | 21 février 2016 |